# شينجي ماكينو
شينْجِ ماكينو (باليابانية: 牧野 真二) (29 مايو 1976 في فوكوكا في اليابان – )؛ هو لاعب كرة قدم ياباني سابق كان يلعب كلاعب وسط.

## وصلات خارجية
- شينجي ماكينو على موقع الاتحاد الدولي (مؤرشف)  (الإنجليزية)
- شينجي ماكينو على موقع رابطة كرة القدم اليابانية للمحترفين (اليابانية)